# Клевудин
Клевудин (англ. Clevudine) — синтетичний противірусний препарат, який застосовується для лікування гепатиту B, та є нуклеозидним аналогом (похідним піримідину). Клевудин схвалений до застосування у Південній Кореї та на Філіппінах. Клевудин випускається та поширюється південнокорейською компанією «Bukwang Pharmaceuticals» під торговими назвами «Левовір» або «Ревовір».
У Південній Кореї проводяться дослідження застосування клевудину в низьких дозах у комбінації з адефовіром для тривалого застосування при гепатиті B. Проте клевудин навіть після тривалих клінічних досліджень не отримав схвалення FDA для клінічного застосування в США. Найімовірнішою причиною відкликання препарату з американського ринку є часте виникнення мітохондріальної токсичності та міопатії при його застосуванні. У 2020 році клевудин розпочали застосовувати у схемах лікування коронавірусної хвороби.